# Соколов Іван Дмитрович
Іва́н Дми́трович Соколо́в — доктор біологічних наук, професор, завідувач  кафедри біології рослин Луганського національного аграрного університету.
Секретар Луганського відділення УТГіС ім. М. І. Вавилова.